# Qusay Habib
Qusay Habib (en árabe: قصي حبيب‎, Qamishli, Siria; 15 de abril de 1987) es un futbolista de Siria que juega en la posición de centrocampista con el Al-Wahda Damasco de la Liga Premier de Siria.

## Carrera

### Club
| Periodo   | Club              |
| --------- | ----------------- |
| 2003-2008 | Al-Jehad SC       |
| 2008-2010 | Al-Wahda Damasco  |
| 2010-2013 | Al-Shorta Damasco |
| 2013-2017 | Baghdad FC        |
| 2017      | Al-Wahda Damasco  |
| 2017-2018 | Riffa SC          |
| 2018-2019 | Al-Wahda Damasco  |
| 2019-2021 | Al-Jaish Damasco  |
| 2021–     | Al-Wahda Damasco  |

### Selección nacional
Debutó con Siria el 14 de noviembre de 2010 en un partido amistoso ante Baréin. Participó en la Copa Asiática 2011.

## Logros
- Liga Premier de Siria (1): 2012
- Supercopa de Siria (1): 2019